# Castelo de Buckton
O castelo de Buckton foi um castelo medieval próximo de Carrbrook em Stalybridge, grande Manchester, na Inglaterra. Era cercado por uma cortina de pedra de 2,8 metros de largura e uma fossa de 10 metros de cumprimento e seis metros de profundidade. Buckton é um dos primeiros castelos de pedra no Noroeste da Inglaterra e e só restaram-lhe restos soterrados cobertos de turfa e urze. Foi mais provavelmente construído e demolido no século XII. O último registro restante deste sítio data de 1360. Os poucos achados recuperados durante investigações arqueológicas indicam que o castelo de Buckton pode não ter sido completado. 